# Fotoliză
Fotoliza este fenomenul de disociere a moleculelor sub acțiunea luminii sau a radiației ultraviolete. Reacțiile de fotoliză se desfășoară adesea prin intermediul unor radicali liberi, așadar marea majoritate a fotolizelor sunt reacții de homoliză.